# Réservoir d'Ouglitch
Le réservoir d'Ouglitch (en russe : Угличское водохранилище; ISO 9 : Ugličskoe vodohraniliŝe), est un lac artificiel situé sur le cours supérieur de la Volga, formé par le barrage construit en 1939 à Ouglitch.

## Géographie

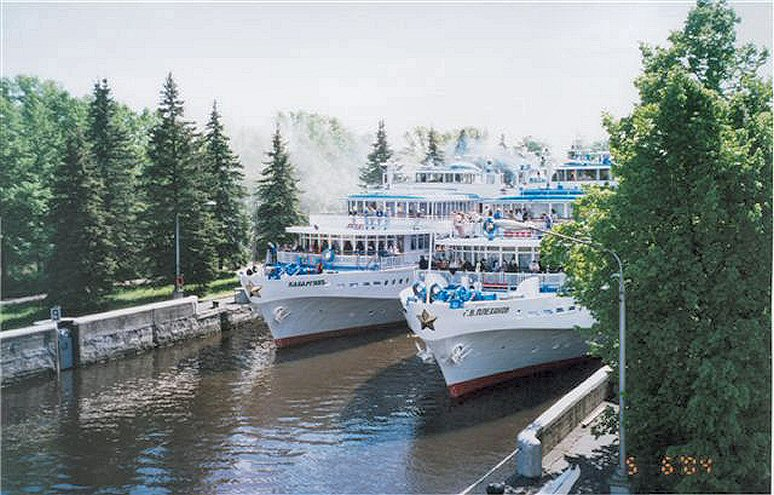
Écluse du Réservoir d'Ouglitch

Il est situé dans les oblasts de Tver et de Iaroslavl, à  264 kilomètres de Moscou par la voie fluviale (à l'écluse d'OUglitch).
Le réservoir s'étend dans l'étroite vallée de la Volga, entre l'écluse N°1 et celle d'Ouglitch sur une longueur de 143 kilomètres. Sa largeur varie entre 500 et 1 000 mètres sauf dans les régions inondées où elle peut atteindre 3,5 kilomètres, notamment aux emboucures des rivières Nerl, Jabnia et Poukcha.
Consécutivement à la construction du barrage, le monastère de l’Intercession du XVe siècle à Ouglitch et un autre du XVIe siècle à Kaliazine, ainsi que le cœur historique de cette ville, furent submergés par les eaux du lac.

## Écluse d'Ouglitch
L’entrée s'effectue par le passage sous un arc de triomphe au niveau de la centrale électrique, commémorant la victoire sur l'Allemagne. L'écluse a un changement de niveau de 11 mètres  et fait fonctionner la station hydroélectrique.
Elle mesure 290 mètres de long sur 30 mètres de large et peut accueillir 2 bateaux de croisière simultanément. Les rives de biefs sont renforcées par des remblais rocheux. 